# Aşağıkavacık, Çarşamba
Aşağıkavacık là một xã thuộc huyện Çarşamba, tỉnh Samsun, Thổ Nhĩ Kỳ. Dân số thời điểm năm 2010 là 601 người.